# Dipentodon
Dipentodon é um género de plantas com flores na família Dipentodontaceae. A sua única espécie, Dipentodon sinicus, é uma pequena árvore caducifólia nativa do sul da China, norte de Mianmar e norte da Índia. Foi pouco estudado e até recentemente suas afinidades permaneciam obscuras.

## História
Dipentodon foi nomeado e descrito pela primeira vez em 1911 por Stephen Troyte Dunn no que hoje é chamado de Kew Bulletin.